# Disocactus macdougallii
A Disocactus macdougallii egy epifita kaktusz, mely élőhelyén rendkívül ritkának számít, ritkasága és élőhelyének eltűnése miatt a CITES appendix I. listáján szereplő faj. Kultúrában nagyon nehéz termeszteni.

## Elterjedése és élőhelye
Mexikó: Chiapas állam, 2500 m tengerszint feletti magasság fölött. Csak a leírás helyéről ismert.

## Jellemzői
2 m-nél hosszabb és 1,5 m-nél szélesebb lecsüngő bokrot alkot, szártagjai 1,2 m hosszúak lehetnek, 50 mm szélesek. Areolái gyapjasak. Virágai 80 mm hosszúak, tölcsérformájúak, rózsaszínűek, a pericarpium gyapjas, később kopasszá válik, hosszú pikkelyei 10 mm hosszúak. A virágtölcsér 35 mm hosszú, 10 mm átmérőjű, a felső pikkelyek 5 mm hosszúak, a szirmok a tölcsérrel megegyező hosszúak, valamelyest kifelé hajlók, 30–35 mm hosszúak. A termése ellipszoid (35 mm hosszú és 28 mm átmérőjű) zöldes bogyó, világosbarna areolákkal borított bogyó. Magjai 25–30 mm átmérőjűek, feketék.

## Rokonsági viszonyai
Az Ackermannia subgenus tagja.